# Saint-Michel-Labadié
Saint-Michel-Labadié (okzitanisch Sent Miquèl de l’Abadiá) ist eine französische Gemeinde mit 87 Einwohnern (Stand 1. Januar 2022) im Département Tarn in der Region Okzitanien (vor 2016 Midi-Pyrénées). Sie gehört zum Arrondissement Albi und zum Kanton Carmaux-1 Le Ségala (bis 2015 Valence-d’Albigeois).

## Geografie
Saint-Michel-Labadié liegt etwa 25 Kilometer ostnordöstlich von Albi. An der südöstlichen Gemeindegrenze verläuft das Flüsschen Broncarié. Das Gemeindegebiet wird auch von seinem Zufluss Ruisseau del Loup durchquert. Umgeben wird Saint-Michel-Labadié von den Nachbargemeinden Faussergues im Norden, Le Dourn im Nordosten, Assac im Süden und Osten, Saint-Cirgue im Südwesten sowie Valence-d’Albigeois im Westen und Nordwesten.

## Bevölkerungsentwicklung
| 1962                      | 1968 | 1975 | 1982 | 1990 | 1999 | 2006 | 2013 |
| ------------------------- | ---- | ---- | ---- | ---- | ---- | ---- | ---- |
| 135                       | 114  | 103  | 110  | 102  | 88   | 103  | 89   |
| Quelle: Cassini und INSEE |      |      |      |      |      |      |      |

## Sehenswürdigkeiten
- Kirche Saint-Michel